# Zmahannea, Nikopol
Zmahannea (în ucraineană Змагання) este un sat în comuna Krînîciuvate din raionul Nikopol, regiunea Dnipropetrovsk, Ucraina.

## Demografie
Componența lingvistică a localității Zmahannea
     Ucraineană (96,84%)
     Rusă (3,16%)
Conform recensământului din 2001, majoritatea populației localității Zmahannea era vorbitoare de ucraineană (96,84%), existând în minoritate și vorbitori de rusă (3,16%).